# لورا بيلي (ممثلة)
لورا بيلي (بالإنجليزية: Laura Bailey)‏ هي عارضة وممثلة بريطانية، ولدت في 6 أغسطس 1972 في لندن في المملكة المتحدة.

## وصلات خارجية
- لورا بيلي (ممثلة) على موقع IMDb (الإنجليزية)
- لورا بيلي (ممثلة) على موقع قاعدة بيانات الفيلم (الإنجليزية)
- لورا بيلي (ممثلة) على موقع دليل عارضات الأزياء (الإنجليزية)